# Ezekiel Elliott
Ezekiel „Zeke“ Elliott (* 22. Juli 1995 in Alton, Illinois) ist ein US-amerikanischer American-Football-Spieler der Dallas Cowboys auf der Position des Runningbacks. Er spielte College Football für die Ohio State Buckeyes, bevor er im NFL Draft 2016 an vierter Stelle von den Dallas Cowboys ausgewählt wurde. Derzeit steht er bei den Los Angeles Chargers unter Vertrag.

## Highschool
Elliott besuchte die John Burroughs School in Ladue, Missouri, wo er neben Football auch Basketball und Leichtathletik ausübte. Er spielte für die John Burroughs Bombers als Runningback und erlief als Junior 1.802 Yards und 34 Touchdowns. Als Senior gelangen ihm im Pass- und Laufspiel insgesamt 3.061 Yards Raumgewinn sowie 50 Touchdowns. Scout.com bewertete ihn 2013 zum Abschluss seiner Highschool-Karriere als Viersternetalent und neuntbesten Runningback seines Jahrgangs.

## College
Als Freshman an der Ohio State University war er 2013 zunächst Ersatzspieler für Carlos Hyde und erlief für die Buckeyes bei 30 Versuchen 262 Yards und zwei Touchdowns. Nachdem Hyde in die NFL gewechselt hatte, übernahm Elliott ein Jahr später die Rolle des Starters und trug mit 1.878 erlaufenen Yards und 18 Touchdowns zum Einzug in die Play-offs bei. Im Sugar Bowl gegen das topgesetzte Team von der University of Alabama erlief er weitere 230 Yards und wurde zum Offensivspieler des Spiels ernannt. Mit 246 Yards und vier Touchdowns verhalf er den Buckeyes daraufhin im CFP National Championship Game gegen die Oregon Ducks zum Meistertitel und wurde erneut zum Offensiv-MVP gewählt.
Nach der überraschenden 14:17-Niederlage gegen Michigan State gab Elliott am 21. November 2015 bekannt, dass er, trotz der Möglichkeit ein weiteres Jahr College Football spielen zu können, 2016 am NFL Draft teilnehmen werde. Er beendete seine Collegekarriere mit insgesamt 3.961 erlaufenen Yards als zweitbester der Schulgeschichte nach Archie Griffin, aber vor Eddie George.

## NFL
Elliott galt im NFL Draft 2016 als bester Runningback und potenzieller Top-10-Pick. Letztendlich wurde er von den Dallas Cowboys an vierter Stelle ausgewählt.
Am 20. November 2016 im Spiel gegen die Baltimore Ravens brach Ezekiel Elliott den Franchiserekord der Dallas Cowboys für die meisten gelaufenen Yards eines Rookies. Der ehemalige Rekord lag bei 1.007 Yards und wurde von Tony Dorsett gehalten. In seiner Rookiesaison wurde Elliott in den Pro Bowl gewählt.

### Suspendierung 2017
Am 11. August 2017, vor der Saison 2017, wurde Elliott von der NFL wegen eines Vorwurfs der häuslichen Gewalt für die ersten sechs Regular-Season-Spiele gesperrt. Der Vorfall ereignete sich im Juli 2016 in Columbus, Ohio. Elliott wurde damals für keine Tat belangt, die NFL hielt die Beweislage aber für ausreichend. Elliott legte am 15. August 2017 fristgerecht einen Berufungsantrag vor, um, wie auch zur Tatzeit bei der Polizei, die Unglaubwürdigkeit seiner Freundin zu beweisen. Nach Bearbeitung der Berufung durch einen Schlichter blieb die 6-Spiele-Sperre zunächst bestehen. Elliott wurde aber gestattet, das erste Spiel der Regular Season zu bestreiten, da es durch die Berufungseinsicht zu einer zeitlichen Verzögerung kam.

Nach Berufungsabweisung zog Elliott mit dem Fall vor das Bundesbezirksgericht, dem United States District Court, das Elliotts Sperre vorübergehend aussetzte. Eine erste Berufung auf diesen Entscheid seitens der NFL wurde abgewiesen. Der Fall wurde in weiterer Folge der nächsthöheren Instanz, dem United States Court of Appeals, vorgelegt.

Nachdem Elliotts Anwälte alle juristischen Hinhalteversuche während der laufenden Saison ausgereizt hatten, trat die 6-Spiele-Sperre ab der 10. Spielwoche der Saison 2017 in Kraft, auch wenn es zum Fall noch keinen endgültigen Entscheid gab. Am 15. November 2017 wurde die Einspruchsklage fallen gelassen und die Sperre akzeptiert.

### 2018
In der Saison 2018 erlief Elliott 1.434 Yards mit sechs Touchdowns und wurde auch zunehmend als Passempfänger eingesetzt. Hierbei gelangen ihm 77 Passfänge für weitere 567 Yards Raumgewinn und weitere drei Touchdowns. Damit sicherte er sich zum zweiten Mal nach 2016 den Spitzenplatz in der NFL für Laufyards – und das, obwohl die Cowboys ihn im letzten Regular-Season-Spiel gar nicht einsetzten, um ihn für die anstehenden Play-offs zu schonen. In der Divisional Round der Play-offs verloren die Cowboys mit 22:30 gegen die Los Angeles Rams, Elliott wurde anschließend zum zweiten Mal in den Pro Bowl berufen.

### 2019
Nach einem Streik zu Beginn der Saisonvorbereitung einigte sich Elliott mit den Cowboys auf einen neuen Sechsjahresvertrag über 90 Millionen US-Dollar und löste damit Todd Gurley als bestbezahlter Runningback der Liga ab.

### 2020
Die Saison 2020 verlief für Elliott und die Cowboys eher ernüchternd. Das erste Mal seit 2017 konnte Elliott weniger als 1000 Laufyards verzeichnen und hatte mit 4 Yards pro Laufversuch einen Karrieretiefstwert. Zusätzlich verlor Elliott insgesamt sechs Mal den Ball, wobei fünf Mal die gegnerische Verteidigung den Ball erobern konnte. Ähnlich ernüchternd verlief die Saison der Cowboys insgesamt mit sechs Siegen und zehn Niederlagen.

### 2023
Im März 2023 wurde Elliott von den Cowboys entlassen. Im August desselben Jahres erhielt er einen Einjahresvertrag bei den New England Patriots.

### 2024
Im April 2024 kehrte Elliott zu den Cowboys zurück. Um sich die Möglichkeit zu erhalten, bei einem Play-off-Team zu spielen, bat Elliott nach Ende der Regular Season um seine Entlassung. Am 31. Dezember 2024 entsprachen die Cowboys diesem Wunsch.
Am 6. Januar 2025 verpflichteten ihn die Los Angeles Chargers für ihren Practice Squad, da zwei ihrer Running Backs im aktiven Kader angeschlagen  bzw. gerade erst von Verletzungen zurückgekehrt waren.

## NFL-Karrierestatistik
| 2016                               | Dallas Cowboys       | 15  | 15  | 322   | 1.631 | 5,1 | 60T | 15 | 32  | 363  | 11,3 | 83T | 1  | 5  | 1  |
| 2017                               | Dallas Cowboys       | 10  | 10  | 242   | 983   | 4,1 | 30  | 7  | 26  | 269  | 10,3 | 72T | 2  | 1  | 1  |
| 2018                               | Dallas Cowboys       | 15  | 15  | 304   | 1.434 | 4,7 | 41  | 6  | 77  | 567  | 7,4  | 38T | 3  | 6  | 1  |
| 2019                               | Dallas Cowboys       | 16  | 16  | 301   | 1.357 | 4,5 | 33T | 12 | 54  | 420  | 7,8  | 27  | 2  | 3  | 2  |
| 2020                               | Dallas Cowboys       | 15  | 15  | 244   | 979   | 4,0 | 31  | 6  | 52  | 338  | 6,5  | 19  | 2  | 6  | 5  |
| 2021                               | Dallas Cowboys       | 17  | 17  | 237   | 1.002 | 4,2 | 47  | 10 | 47  | 287  | 6,1  | 21  | 2  | 1  | 1  |
| 2022                               | Dallas Cowboys       | 15  | 14  | 231   | 876   | 3,8 | 27  | 12 | 17  | 92   | 5,4  | 31  | 0  | 0  | 0  |
| 2023                               | New England Patriots | 17  | 5   | 184   | 642   | 3,5 | 17  | 3  | 51  | 313  | 6,1  | 23  | 2  | 2  | 1  |
| 2024                               | Dallas Cowboys       | 15  | 2   | 74    | 226   | 3,1 | 11  | 3  | 12  | 69   | 5,8  | 15  | 0  | 1  | 1  |
| Gesamt                             | Gesamt               | 135 | 109 | 2.139 | 9.130 | 4,3 | 60T | 74 | 368 | 2718 | 7,4  | 83T | 14 | 24 | 13 |
| Quelle: pro-football-reference.com |                      |     |     |       |       |     |     |    |     |      |      |     |    |    |    |